# Wanderley Guilherme dos Santos
Wanderley Guilherme dos Santos (Rio de Janeiro, 13 de outubro de 1935 - Rio de Janeiro, 25 de outubro de 2019) foi um cientista político brasileiro, autor de vários livros e artigos na área de Ciências Sociais. Notabilizou-se inicialmente a partir do texto "Quem vai dar o golpe no Brasil" - que prenunciou o golpe de Estado e a possível derrubada do presidente João Goulart em 1964. Tornou-se referência bibliográfica nos meios acadêmicos por conta de textos como Sessenta e quatro: anatomia da crise, Cidadania e justiça, Razões da desordem, Horizonte do desejo, dentre outros escritos.  Foi fundador do Instituto Universitário de Pesquisa do Rio de Janeiro (Iuperj), da Associação Nacional de Pós-Graduação em Ciências Sociais (ANPOCS) e editor da Revista Dados. Tanto pela sua atuação institucional, quanto pelo ensino e orientação de gerações de cientistas políticos no país, bem como pelos seus escritos, Santos pode ser considerado como um dos pais-fundadores dessa ciência no país, que acadêmica e institucionalmente começa a se consolidar no fim dos anos 60. Morreu em 25 de Outubro de 2019. 

## Formação acadêmica
Graduou-se em Filosofia na Universidade Federal do Rio de Janeiro (UFRJ) em 1958, tendo concluído seu Doutorado em Ciência Política, mediante bolsa da Fundação Ford, na Stanford University em 1979, com a Tese Impass and Crisis in Brazilian Politics. Fez seu Pós-Doutorado em Teoria Antropológica na UFRJ em 1986. 
Livros publicados
Wanderley publicou mais de 30 livros, sendo um dos mais recentes, publicado em 2019, pela Editora UFRJ, intitulado A difusão parlamentar do sistema partidário: exposição do caso brasileiro.
Seu primeiro trabalho publicado foi um panfleto, Quem Dará o Golpe no Brasil, publicado em fevereiro de 1962, no volume cinco da coleção Cadernos do Povo Brasileiro, dirigida por Álvaro Vieira Pinto e Ênio Silveira (ed. Civilização Brasileira), no qual Santos antecipava e explicava o golpe militar que viria a ocorrer dois anos depois. Publicou também Décadas de Espanto e uma Apologia Democrática, Roteiro Bibliográfico do Pensamento Político-Social Brasileiro, O Ex-Leviatã Brasileiro: do Voto Disperso ao Clientelismo Concentrado e Paradoxos do Liberalismo: Teoria e História, dentre outros livros.

## Distinções
O pesquisador recebeu 15 prêmios, entre eles a Medalha Minerva (2004) e o Prêmio Literário na categoria Ensaio, Crítica e História Literária, da Academia Brasileira de Letras (2004). Santos, durante sua carreira de escritor, recebeu da Associação Brasileira de Ciência Política o Prêmio Victor Nunes Leal, no Concurso Brasileiro de Livros em Ciência Política e Relações Internacionais, por seu livro Horizonte do Desejo – Instabilidade, fracasso coletivo e inércia social, (Rio, Editora FGV, 2006) e da Academia Brasileira de Letras. em 2004, o prêmio na categoria Ensaio, com seu livro O cálculo do conflito: estabilidade e crise na política brasileira, publicado pela UFMG.